# 1 000 kilomètres de Suzuka 1984
Navigation
Édition précédente Édition suivante
Les 1 000 kilomètres de Suzuka 1984, disputées le 30 août 1984 sur le Circuit de Suzuka, ont été la treizième édition de cette épreuve et la troisième manche du Championnat du Japon de sport-prototypes 1984.

## La course

### Classement de la course
Voici le classement officiel au terme de la course,.
- Les premiers de chaque catégorie du championnat du monde sont signalés par un fond jaune.
- Pour la colonne Pneus, il faut passer le curseur au-dessus du modèle pour connaître le manufacturier de pneumatiques.
- Les voitures ne réussissant pas à parcourir 75% de la distance du gagnant sont non classées (NC).

| Pos  | Classe | no | Écurie                           | Pilotes                                             | Châssis                             | Pneus | Tours | Temps               |
| Pos  | Classe | no | Écurie                           | Pilotes                                             | Moteur                              | Pneus | Tours | Temps               |
| ---- | ------ | -- | -------------------------------- | --------------------------------------------------- | ----------------------------------- | ----- | ----- | ------------------- |
| 1    | B      | 18 | Advan Sports Nova                | Kunimitsu Takahashi Kenji Takahashi (en) Geoff Lees | Porsche 956B                        | Y     | 169   | 6 h 29 min 32 s 910 |
| 1    | B      | 18 | Advan Sports Nova                | Kunimitsu Takahashi Kenji Takahashi (en) Geoff Lees | Porsche Type-935 2,6 l Flat-6 Turbo | Y     | 169   | 6 h 29 min 32 s 910 |
| 2    | B      | 1  | Trust (ja) Racing Team           | Vern Schuppan Yoshimi Katayama                      | Porsche 956B                        | D     | 166   | + 3 tours           |
| 2    | B      | 1  | Trust (ja) Racing Team           | Vern Schuppan Yoshimi Katayama                      | Porsche Type-935 2,6 l Flat-6 Turbo | D     | 166   | + 3 tours           |
| 3    | B      | 62 | Auto Beaurex Motorsport          | Naoki Nagasaka Keiichi Suzuki                       | Lotec M1C                           | D     | 162   | + 7 tours           |
| 3    | B      | 62 | Auto Beaurex Motorsport          | Naoki Nagasaka Keiichi Suzuki                       | BMW M88 3,5 l I6 Atmo               | D     | 162   | + 7 tours           |
| 4    | B      | 31 | Team Taku                        | Taku Akaike Tooru Shimegi                           | Mazda 83C                           | D     | 162   | + 7 tours           |
| 4    | B      | 31 | Team Taku                        | Taku Akaike Tooru Shimegi                           | Mazda 13B 1,3 l Turbo 2-Rotor       | D     | 162   | + 7 tours           |
| 5    | B      | 7  | Setrab Racing By Yours           | Takashi Yorino Hideki Okada                         | Mazda 727C                          | D     | 160   | + 9 tours           |
| 5    | B      | 7  | Setrab Racing By Yours           | Takashi Yorino Hideki Okada                         | Mazda 13B 1,3 l Turbo 2-Rotor       | D     | 160   | + 9 tours           |
| 6    | B      | 2  | Alpha Cubic Racing Team          | Noritake Takahara Chiyomi Totani Ikuji Yamamoto     | Renoma 84C                          | D     | 157   | + 12 tours          |
| 6    | B      | 2  | Alpha Cubic Racing Team          | Noritake Takahara Chiyomi Totani Ikuji Yamamoto     | BMW M88 3,5 l I6 Atmo               | D     | 157   | + 12 tours          |
| 7    | B      | 3  | From A Racing                    | Jiro Yoneyama Chikage Oguchi                        | Porsche 956                         | D     | 155   | + 14 tours          |
| 7    | B      | 3  | From A Racing                    | Jiro Yoneyama Chikage Oguchi                        | Porsche Type-935 2,6 l Flat-6 Turbo | D     | 155   | + 14 tours          |
| 8    | A      | 45 | First Morlding                   | Makio Nonaka Masuo Takada                           | Collage FM45                        | ?     | 151   | + 18 tours          |
| 8    | A      | 45 | First Morlding                   | Makio Nonaka Masuo Takada                           | Mazda                               | ?     | 151   | + 18 tours          |
| 9    | A      | 36 |                                  | Masahiro Kimoto Norimasa Sakamoto                   | Mazda RX-7 825                      | ?     | 150   | + 19 tours          |
| 9    | A      | 36 | Mazda 13B 1,3 l Turbo 2-Rotor    | Masahiro Kimoto Norimasa Sakamoto                   |                                     | ?     | 150   | + 19 tours          |
| 10   | A      | 35 | Racing Service Shouwa            | Teruki Koshino Kouji Satou Yukinobu Mizutani        | Manatee Mk.IV                       | ?     | 149   | + 20 tours          |
| 10   | A      | 35 | Racing Service Shouwa            | Teruki Koshino Kouji Satou Yukinobu Mizutani        | Mazda                               | ?     | 149   | + 20 tours          |
| 11   | A      | 77 | Setrab Racing By Yours           | Shigeharu Kumakura Tooru Hirano Masako Fujikawa     | West 83S II                         | ?     | 149   | + 20 tours          |
| 11   | A      | 77 | Setrab Racing By Yours           | Shigeharu Kumakura Tooru Hirano Masako Fujikawa     | Mazda                               | ?     | 149   | + 20 tours          |
| 12   | B      | 23 | Hoshino Racing                   | Kazuyoshi Hoshino Akira Hagiwara                    | March 83G                           | B     | 148   | + 21 tours          |
| 12   | B      | 23 | Hoshino Racing                   | Kazuyoshi Hoshino Akira Hagiwara                    | Nissan LZ20B 2,1 l I4 Turbo         | B     | 148   | + 21 tours          |
| 13   | A      | 8  |                                  | Yoshimasa Fujiwara Masahiro Shimada                 | Mazda RX-7 254                      | D     | 147   | + 22 tours          |
| 13   | A      | 8  | Mazda 13B 1,3 l Turbo 2-Rotor    | Yoshimasa Fujiwara Masahiro Shimada                 |                                     | D     | 147   | + 22 tours          |
| 14   | A      | 80 |                                  | Adrian Fu Michael Liu Daniel Latour                 | BMW 320                             | ?     | 145   | + 24 tours          |
| 14   | A      | 80 | BMW I4                           | Adrian Fu Michael Liu Daniel Latour                 |                                     | ?     | 145   | + 24 tours          |
| 15   | A      | 68 | Yamato                           | Ken Mizokawa Yoshimi Watanabe Hiroyuki Makino       | Honda Civic                         | B     | 144   | + 25 tours          |
| 15   | A      | 68 | Yamato                           | Ken Mizokawa Yoshimi Watanabe Hiroyuki Makino       | Honda                               | B     | 144   | + 25 tours          |
| 16   | A      | 30 |                                  | Masashi Kitagawa Kouzou Okumura                     | Hiro HRS-1                          | ?     | 142   | + 27 tours          |
| 16   | A      | 30 | Mazda                            | Masashi Kitagawa Kouzou Okumura                     |                                     | ?     | 142   | + 27 tours          |
| 17   | A      | 21 | Trust (ja) Racing Team           | Ryuusaku Hitomi Mitsutake Koma                      | Toyota Celica                       | ?     | 142   | + 27 tours          |
| 17   | A      | 21 | Trust (ja) Racing Team           | Ryuusaku Hitomi Mitsutake Koma                      | Toyota                              | ?     | 142   | + 27 tours          |
| 18   | A      | 67 | Meiwa                            | Tsuguo Ooba Masami Fujita Katsuaki Satou            | Honda Ballade CR-X (ja)             | ?     | 141   | + 28 tours          |
| 18   | A      | 67 | Meiwa                            | Tsuguo Ooba Masami Fujita Katsuaki Satou            | Honda                               | ?     | 141   | + 28 tours          |
| 19   | A      | 27 |                                  | Jun'ichi Ikura Yukio Mihagawa Mutsumi Kumagaya      | West 83S II                         | ?     | 141   | + 28 tours          |
| 19   | A      | 27 | Mazda                            | Jun'ichi Ikura Yukio Mihagawa Mutsumi Kumagaya      |                                     | ?     | 141   | + 28 tours          |
| 20   | A      | 26 | Team Tom's                       | Masami Takagi Peter Chau Masami Ishikawa            | Toyota Corolla Levin (en)           | ?     | 134   | + 35 tours          |
| 20   | A      | 26 | Team Tom's                       | Masami Takagi Peter Chau Masami Ishikawa            | Toyota                              | ?     | 134   | + 35 tours          |
| 21   | A      | 44 |                                  | Katsuhisa Toda Toyoaki Iwata                        | Nissan Sunny                        | ?     | 133   | + 36 tours          |
| 21   | A      | 44 | Nissan                           | Katsuhisa Toda Toyoaki Iwata                        |                                     | ?     | 133   | + 36 tours          |
| 22   | A      | 25 |                                  | Fuminori Shimogishi Zenkichi Maruko Kouzou Kamata   | Mazda RX-7                          | ?     | 130   | + 39 tours          |
| 22   | A      | 25 | Mazda                            | Fuminori Shimogishi Zenkichi Maruko Kouzou Kamata   |                                     | ?     | 130   | + 39 tours          |
| 23   | A      | 88 | Top Fuel Racing                  | Hironobu Tatsumi Mutsuo Kazama                      | Mazda RX-7 845                      | ?     | 113   | + 56 tours          |
| 23   | A      | 88 | Top Fuel Racing                  | Hironobu Tatsumi Mutsuo Kazama                      | Mazda 12A 1,2 l Turbo 2-Rotor       | ?     | 113   | + 56 tours          |
| 24   | A      | 96 | Top Racing                       | Hideki Aihara Nobuyoshi Kishimoto Tamotsu Tomimasu  | Honda Prelude                       | ?     | 112   | + 57 tours          |
| 24   | A      | 96 | Top Racing                       | Hideki Aihara Nobuyoshi Kishimoto Tamotsu Tomimasu  | Honda                               | ?     | 112   | + 57 tours          |
| Abd. | B      | 19 | Team Tom's                       | Satoru Nakajima Keiji Matsumoto Masanori Sekiya     | Tom's 84C                           | B     | 101   | Moteur              |
| Abd. | B      | 19 | Team Tom's                       | Satoru Nakajima Keiji Matsumoto Masanori Sekiya     | Toyota 4T-GT 2,1 l I4 Turbo         | B     | 101   | Moteur              |
| Abd. | A      | 33 |                                  | Keiichi Mizutani Masato Kitou Hiroyuki Kondou       | West 83S II                         | ?     | 95    |                     |
| Abd. | A      | 33 | Mazda                            | Keiichi Mizutani Masato Kitou Hiroyuki Kondou       |                                     | ?     | 95    |                     |
| Abd. | A      | 32 |                                  | Kouichi Nishikawa Yasumi Fukao                      | Nissan Sunny                        | ?     | 95    |                     |
| Abd. | A      | 32 | Nissan                           | Kouichi Nishikawa Yasumi Fukao                      |                                     | ?     | 95    |                     |
| Abd. | A      | 22 |                                  | Fumiko Shinoda Shigehito Hirabayashi                | West 83S II                         | ?     | 87    |                     |
| Abd. | A      | 22 | Mazda                            | Fumiko Shinoda Shigehito Hirabayashi                |                                     | ?     | 87    |                     |
| Abd. | B      | 11 | Hasemi Motorsport                | Masahiro Hasemi Kenji Tohira Yoshiyasu Tachi        | LM 04C                              | D     | 61    | Différentiel        |
| Abd. | B      | 11 | Hasemi Motorsport                | Masahiro Hasemi Kenji Tohira Yoshiyasu Tachi        | Nissan LZ20B 2,1 l I4 Turbo         | D     | 61    | Différentiel        |
| Abd. | A      | 14 |                                  | Tetsuya Kasai Shigeki Matsui Kouichi Tahara         | Manatee Mk.IV                       | ?     | 61    |                     |
| Abd. | A      | 14 | Nissan                           | Tetsuya Kasai Shigeki Matsui Kouichi Tahara         |                                     | ?     | 61    |                     |
| Abd. | A      | 16 |                                  | Hideki Ogawa Kenji Iya Syuuji Fujii                 | West 83S II                         | ?     | 56    |                     |
| Abd. | A      | 16 | Nissan LZ20B 2,1 l I4 Turbo      | Hideki Ogawa Kenji Iya Syuuji Fujii                 |                                     | ?     | 56    |                     |
| Abd. | B      | 28 | Autobacs Racing Team with Uchida | Kaoru Hoshino Aguri Suzuki Shinji Uchida            | Dome RC83i                          | D     | 50    | Accident            |
| Abd. | B      | 28 | Autobacs Racing Team with Uchida | Kaoru Hoshino Aguri Suzuki Shinji Uchida            | Ford Cosworth DFL 3,3 l V8 Atmo     | D     | 50    | Accident            |
| Abd. | A      | 69 |                                  | Satoshi Fujita (en) Toshio Fujimura                 | Toyota Starlet                      | ?     | 48    |                     |
| Abd. | A      | 69 | Toyota                           | Satoshi Fujita (en) Toshio Fujimura                 |                                     | ?     | 48    |                     |
| Abd. | A      | 9  |                                  | Seiji Oomura Masaharu Kinoshita                     | West 83S II                         | ?     | 47    |                     |
| Abd. | A      | 9  | Mazda                            | Seiji Oomura Masaharu Kinoshita                     |                                     | ?     | 47    |                     |
| Abd. | B      | 17 | Dome Motorsport                  | Eje Elgh Stanley Dickens                            | Dome 84C                            | D     | 45    | Surchauffe          |
| Abd. | B      | 17 | Dome Motorsport                  | Eje Elgh Stanley Dickens                            | Toyota 4T-GT 2,1 l I4 Turbo         | D     | 45    | Surchauffe          |
| Abd. | A      | 29 |                                  | Hideki Iida Yasumichi Hashimoto Yoshinori Sakurai   | Nissan Sunny                        | ?     | 37    |                     |
| Abd. | A      | 29 | Nissan                           | Hideki Iida Yasumichi Hashimoto Yoshinori Sakurai   |                                     | ?     | 37    |                     |
| Abd. | B      | 12 | Panasport Japan                  | Toshio Suzuki Osamu Nakako                          | LM 04C                              | B     | 24    | Moteur              |
| Abd. | B      | 12 | Panasport Japan                  | Toshio Suzuki Osamu Nakako                          | Nissan LZ20B 2,1 l I4 Turbo         | B     | 24    | Moteur              |
| Abd. | B      | 6  | TRS Itabashi                     | Yoshiyuki Ogura Ken'ichi Kaneko Tsutomu Itabashi    | Mazda RX-7 825                      | ?     | 20    |                     |
| Abd. | B      | 6  | TRS Itabashi                     | Yoshiyuki Ogura Ken'ichi Kaneko Tsutomu Itabashi    | Mazda                               | ?     | 20    |                     |
| Abd. | B      | 20 | Central 20 Racing Team           | Haruhito Yanagida Takao Wada Tomohiko Tsutsumi      | LM 03C                              | D     | 17    | Moteur              |
| Abd. | B      | 20 | Central 20 Racing Team           | Haruhito Yanagida Takao Wada Tomohiko Tsutsumi      | Nissan LZ20B 2,1 l I4 Turbo         | D     | 17    | Moteur              |
| Abd. | A      | 39 |                                  | Kiyotaka Nonomura Mitsuo Yamamoto                   | Nissan Sunny                        | ?     | 12    |                     |
| Abd. | A      | 39 | Nissan                           | Kiyotaka Nonomura Mitsuo Yamamoto                   |                                     | ?     | 12    |                     |
| Abd. | A      | 38 | Horii Racing                     | Osamu Nakajima (ja) Nobuyoshi Horii                 | West 83S II                         | ?     | 3     |                     |
| Abd. | A      | 38 | Horii Racing                     | Osamu Nakajima (ja) Nobuyoshi Horii                 | Subaru                              | ?     | 3     |                     |
| Np.  | A      | 10 |                                  | Hajime Ooshiro Eiji Yamada Hideshi Matsuda (en)     | Manatee Mk.IV                       | ?     | -     |                     |
| Np.  | A      | 10 | Mazda                            | Hajime Ooshiro Eiji Yamada Hideshi Matsuda (en)     |                                     | ?     | -     |                     |

## Pole position et record du tour
- Pole position :  (#18 Advan Sports Nova) en 2 min 01 s 110
- Meilleur tour en course :

## À noter
- Longueur du circuit : 5,943 km
- Distance parcourue par les vainqueurs : 1 004,367 km